# Baragoi
Baragoi és una petita ciutat comercial del nord de Maralal, a la província de Rift Valley. Té una població al voltant de 20.000 habitants, segons el cens de l'any 1999.